# Stråstjärtad änka
Stråstjärtad änka (Vidua fischeri) är en fågel i afrikanska familjen änkor inom ordningen tättingar.

## Utseende och läten
Stråstjärtad änka är en 12 centimeter lång fågel, men hanen har i häckningsdräkt 22 cm förlängda stjärtfjädrar. I denna dräkt är den mestadels svart, med guldbeige på hjässa, buk och de långa, centrala stjärtfjädrarna. Hanen utanför häckningstid och honan är mycket mer anspråkslöst färgade, med brunaktig rygg, guldbeige huvud och röd näbb. Arten är inte särskilt ljudlig, men kan härma violastrilden. Även en snabb serie med ljusa visslade toner kan höras.

## Utbredning och systematik
Fågeln förekommer i sydöstra Sydsudan, Etiopien, Somalia, nordöstra Uganda, Kenya och Tanzania. Den har tillfälligt setts i Spanien och Portugal, men fynden tros härröra från förrmyda burfåglar. Den behandlas som monotypisk, det vill säga att den inte delas in i några underarter.

## Levnadssätt
Stråstjärtad änka hittas i rätt torr savann och odlingsbygd. Den är liksom andra änkor boparasit, som lägger sina ägg i andra fåglars bon. Denna art är specialiserad på violastrilden.

## Status och hot
Arten har ett stort utbredningsområde och en stor population med stabil utveckling och tros inte vara utsatt för något substantiellt hot. Utifrån dessa kriterier kategoriserar internationella naturvårdsunionen IUCN arten som livskraftig (LC). Världspopulationen har inte uppskattats men den beskrivs som lokalt ganska vanlig.

## Namn
Fågelns vetenskapliga artnamn hedrar Gustav Adolf Fischer (1848-1886), tysk doktor, upptäcktsresande och samlare av specimen verksam i tropiska Afrika 1876-1886. På svenska har den även kallats spetsstjärtad änka.